# Combine
Combine là một đế quốc hùng mạnh trong Half Life 2. Họ còn được gọi là "Liên bang Vũ trụ" hay như tiến sĩ Wallace Breen gọi là "ân nhân của chúng ta".

## Tổng quan

### Giới thiệu
Combine là một đế quốc rộng lớn, trải dài trên nhiều vũ trụ song song. Trú ngụ trong đế quốc là vô số những chủng tộc có tri giác, và bị cai trị bởi những loài kỳ dị, được gọi là các "cố vấn" (Combine advisors, tiếng Vortigaunt: Shu'ulathoi). Combine bành trướng bằng cách xâm lược các thế giới và khai thác các chủng loài nổi trội (mà họ thấy là thích hợp) của thế giới đó (loài người là giống loài trội trên Trái Đất). Bằng cách áp dụng kỹ thuật sinh học, tẩy não... Combine đã biến các dân tộc lệ thuộc thành những chiến binh siêu đẳng, thích nghi với những môi trường đặc trưng khác nhau, có khả năng phản ứng với mọi mối đe dọa và là 1 lực lượng hiệu quả để đập tan mọi sự chống đối. Nhưng nguyên do đằng sau chủ nghĩa đế quốc Combine vẫn là 1 bí ẩn.
Giám đốc marketing của Valve Software, Doug Lombardi cho biết: Combine đã chinh phạt quê hương của loài Nihilanth, khiến họ phải lưu vong tới Xen. Đây là hai cừu thù mà kẻ này đều hiểu biết về kẻ kia.
Trái Đất có lẽ là vùng thuộc địa mới nhất của Combine. Theo tiến trình đã diễn ra ở mọi thuộc địa khác, loài người cũng bị biến đổi để cấu thành một bộ phận của quân đội Combine. Lực lượng này được sử dụng như quân đồn trú trên Trái Đất, và các đoạn hội thoại trong trò chơi còn cho thấy các đơn vị người cũng được sử dụng trên khắp đế quốc.

### Dịch chuyển tức thời
Mặc dù Combine có mức độ phát triển cao, nhưng chừng như họ thiếu những kỹ năng dịch chuyển tức thời đáng kể. Tiến sĩ Mossman đã giải thích rằng người Combine chỉ có thể dịch chuyển từ vũ trụ này sang vũ trụ khác, nhưng không có khả năng tới các vùng trong cùng một vũ trụ. Phương thức dịch chuyển của tiến sĩ Kleiner, Eli Vance, của Black Mesa và người Vortigaunt lại có thể làm được điều đó. Do vậy, đế quốc Combine rất thèm khát công nghệ này. Mossman đã giúp Combine xây dựng máy dịch chuyển ở Nova Prospekt, nhưng Gordon Freeman và Alyx Vance đã khiến nỗ lực đó thất bại.
Phương thức dịch chuyển Combine đòi hỏi máy móc cồng kềnh và tiêu hao năng lượng lớn, như ta thấy khi Breen cố gắng trốn thoát khỏi tòa Citadel. Ngược lại, cách dịch chuyển của loài người cần rất ít máy móc và năng lượng (đủ chứa trong 1 căn phòng, dùng mạng điện dân dụng). Còn các dân tộc trên Xen thì thậm chí còn đơn giản hơn, gần như không cần máy móc và năng lượng, tuy nhiên dựa chủ yếu vào năng lực bẩm sinh của họ.

## Combine trên Trái Đất

### Cuộc chiến Bảy Giờ
Sau cái chết của Nihilanth, quân Combine đã sử dụng các "cổng bão" (Portal Storm) để mở 1 cuộc tấn công ồ ạt vào Trái Đất. G-man nói rằng loài người không thể tổ chức nổi 1 sự chống trả hiệu quả nào. Tiến sĩ Breen đã "nhân danh lợi ích nhân loại" để điều đình đầu hàng kẻ xâm lăng, và được bổ nhiệm làm toàn quyền của Combine ở Trái Đất.

### Nền đô hộ
Combine thống trị Trái Đất thông qua tòa tháp đồ sộ Citadel ở thành phố 17. Đầu trò chơi, có vẻ họ đã áp đặt nền thống trị này lên mọi cộng đồng cư dân, và dường như không biết mặt Gordon Freeman. Tuy nhiên, vì 1 tai nạn dịch chuyển, Gordon bất ngờ xuất hiện trong phòng của Breen trong vài giây và hắn đã mau chóng thông báo cho các cố vấn Combine. 
Có vẻ như ban đầu chỉ một số ít quân kháng chiến với trang bị nghèo nàn đang bí mật chống lại nền đô hộ. Tuy nhiên, 1 loạt các hành động của Gordon đã khơi dậy cuộc phản kháng rộng khắp trong toàn dân.
Nguyên do Combine quyết định xâm chiếm Trái Đất vẫn chưa rõ ràng, có lẽ không chỉ dừng lại ở vơ vét tài nguyên, sử dụng công nghệ hay nô dịch con người.

### Diệt chủng loài người
Một số người chơi giả thiết rằng mọi trẻ em trên Trái Đất đều bị giết hại. Bằng chứng là những tiếng cười ma quái và tiếng gào thét của trẻ con có thể nghe thấy ngoài sân chơi của 1 tòa nhà ở phần đầu, và sau đó là 1 cặp vợ chồng đang than khóc. Sự thực rằng người chơi cũng không hề thấy 1 đưa trẻ nào ở các khu dân cư. Những chiến binh kháng chiến cũng thường thốt ra những câu đại loại như: "tôi mừng vì không đứa trẻ nào phải nhìn thấy cảnh này".
Một giả thiết khác cũng khá thuyết phục, cho rằng quân Combine đã áp đặt "trường kiềm tỏa" ngay sau khi họ chiến thắng, khiến con người không còn khả năng sinh sản. 20 năm đã trôi qua, những người trẻ mà Gordon nhìn thấy có lẽ là những người cuối cùng được sinh sản tự nhiên. Sách "Half life 2: Rising the bar" lại cho rằng những đứa trẻ đều được đưa tới nhà máy để "tái cơ cấu".
Có rất nhiều chứng cứ của tội ác diệt chủng, ít nhất là giết người bừa bãi của quân Combine được thấy trong game. Thị trấn Ravenholm đã bị pháo kích hòng giết hại toàn bộ dân cư. Trên đường cao tốc 17, người chơi có thể đếm được vô số xác chết trong những ngôi nhà ven biển, một số bị thiêu trong đống rác. Trong đoạn cuối, Eli Vance cũng nói với Breen rằng ông đã phải chứng kiến "tội ác diệt chúng xấu xa khôn tả".

### Rút kiệt tài nguyên Trái Đất
Trong quá trình chơi, có thể thấy những chứng cứ rằng Combine đang vơ vét cạn kiệt tài nguyên Trái Đất. Điển hình là mực nước biển sụt giảm đột ngột. Các vùng duyên hải trên đường cao tốc 17 và sông ngòi của thành phố 17 đều khô cạn. Tàu bè nằm rải rác trên những nơi trước đây là đáy nước. Các hải cảng nằm cách bờ biển rất xa. Lý giải cho việc này, cuốn "Raising the bar" đã đề cập tới "cống tiêu" của Combine, thực chất là 1 cổng dịch chuyển khổng lồ, tháo nước sang 1 thuộc địa khác.
Phần lớn trò chơi, thế giới ngập chìm trong chất thải độc hại và các loài ký sinh như headcrab. Nông nghiệp không hề tồn tại. Các loài động vật bản địa cũng vắng bóng, chỉ còn vài loài chim như bồ câu, quạ, mòng biển...Người ngư phủ già trong "Lost Coast" cũng nói rằng không còn cả cá để ăn. Chỉ còn những con Leech chực cắn xé bất cứ ai dám lội xuống biển. Cây cối đều khô héo trơ trụi. Cơ sở hạ tầng không được tu bổ, một số đã không còn có thể sử dụng.
Trong thành phố 17, có thể thấy những bức tường di động lan ra từ Citadel và nghiền nát nhà cửa. Đó thực ra là các máy cào vét nguyên liệu thô để chuyển về mẫu quốc.

## Công nghệ quân sự

### Synth
Synth là các sinh vật bị nô dịch giống loài người. Combine đã lạm dụng vô độ quá trình thích nghi để biến các sinh vật này thành xương sống của quân lực Combine. Có lẽ Synth là lực lượng chính của Combine trong cuộc chiến 7 giờ.
Kén(Advisor Pod): được các cố vấn sử dụng để tháo chạy khi Citadel sắp sụp đổ.
Tàu đổ quân(Combine dropship): chuyên chở các lực lượng Combine. Các tàu này đều được bọc giáp chắc chắn, trang bị hỏa lực mạnh và cực kì cơ động.
Pháo hạm(Combine Gunship): các "máy bay" của Combine. Các Gunship có vũ trang là 1 khẩu pháo tự động góc quay rộng, nhịp bắn lên tới hàng ngàn phát/phút (tuy nhiên bù lại, không được chính xác cho lắm, nhưng đủ sức bắn chặn tên lửa điều khiển ở tầm gần). Gunship mang lợi thế lớn là khả năng bay và vận động uyển chuyển. Đây là kẻ thù đáng sợ trong chiến trường rộng mở.
Strider: Vũ khí tiến công mặt đất hạng nặng, di chuyển bằng 3 chân, chiều cao là lợi thế của chúng, giúp chúng có khả năng bao quát trận địa và tấn công từ trên cao. Những sinh vật trong lực lượng Synth đã bị cấy ghép các bộ phận máy móc và hoả lực vào cơ thể cho đến khi có thể thích nghi được trong tình trạng chiến đấu.

### Overwatch
Overwatch là lực lượng quân đội Combine trên Trái Đất(ngoài Synth) sau chiến tranh 7 giờ. Lực lượng chống bạo động (Civil Protection): lực lượng cảnh sát ở các thành phố, họ thường dùng baton điện, súng lục, MP7. Quân đội(Overwatch Soldier và Overwatch Elite) những "con người" bị tra tấn, xóa não,.... Nhiệm vụ chúng là bảo vệ căn cứ họ(đặc biệt là ở Citadel), tấn công căn cứ quân kháng chiến và  có thể bắt người và biến họ thành các Overwatch Soldier. Chúng dùng MP7, SPAS-12, và OSIPR(Overwatch Standard Isuse Pulse Rifle)